# Србац
Србац је градско насеље и сједиште истоимене општине у Републици Српској, БиХ. По попису становништва 2013. у Босни и Херцеговини, а према коначним подацима за Републику Српску које је издао Републички завод за статистику, у насељу Србац је живјело 2.707 лица.

## Географија
Србац се налази на ушћу Врбаса у Саву. Површина општине Србац износи 453 km² и обухвата 39 насеља у којима живи око 17.000 становника. Са развијеном текстилном, хемијском и дрвном индустријом и малом привредом, Србац је трговачки, образовни, здравствени, културни и спортски центар. Северна граница општине поклапа се у дужини од 42 км са међународном границом између Републике Српске и Републике Хрватске. Брдовито-брежуљкасти облици рељефа заузимају око двије трећине србачког подручја, док преостали дио чине равнице. Обрадива земља заузима 60% територије; разноврсна је према областима, а данас активно пољопривредно становништво представља 25% укупног становништва општине. Према геолошким, морфолошким, хидрографским, климатским и осталим факторима, србачко подручје је погодно за узгој житарица. Околне планине учиниле су да се равничарски дио општине нашао у котлини, што овдје условљава и нешто специфичнију варијанту континенталне климе са израженим јесенима и прољећима без јаких ветрова.

## Историја
На овим просторима постојало је насеље по имену Цаганов град чак и током гвозденог доба. И до данашњих дана мало подручје поред Српца, се зове Цагани. Прије пада Западног римског царства споменуто је насеље у овој области. Место се дуго звало Србац, док за време окупације Босне и Херцеговине није наметнут назив Босански Свињар. Послије тога спомиње се насеље Свињар, до 1933. године. Насеље на овом простору се није могло развијати због честих ратова.
У писаним документима из 1596. године за вријеме великог рата, Хафиз Ахмед-паша је те године прешао са својом великом војском преко ријеке Саве у Славонију, код мјеста Свињар. Њемачка мапа из 1621. године такође назива ово место Свињар. За вријеме османске владавине, ова област је била дио Босанског пашалука. У Свињару је 1847. године записано 364 православна Србина, а две деценије потом, 1867. године број им се преполовио и има их тек 261 душа. Током устанка против Османског царства од 1875. до 1878. године, Свињар се помиње као важно мјесто у току устанка. Једна од битака против Турака одиграла се овдје 21. новембра 1875. године код локалитета Србац гдје су мотајички хајдуци уништили турски војни логор.
Крајем 19. вијека Свињар је био под аустроугарском владавином. Било је то место 1885. године у саставу Новоградишког изборног среза за српски црквено-народни сабор у Карловцима. Тада је у Свињару било пописан 261 Србин православац.
У периоду од 1899. до 1921. године, око 7.000 Пољака и око 5.000 Украјинаца је насељено у овој области. Године 1888. у Свињару је отворена основна школа. Крајем 1929. године отворен је медицински центар у Свињару. Србац је добио име рјешењем Министарства унутрашњих послова Краљевине Југославије од 2. новембра 1933. године. За избор имена Србац у основи били су пресудна три фактора: географски, историјски и етнички. Пре свега Муслиманима је сметало због вере да се назива по (нечистим) свињама. Подаци о локацији и настанку појединих насељених мјеста око Српца нису сачувани. О настанку имена неких насеља у народу су сачувана предања.
Током Другог свјетског рата овај крај су нападале све зараћене стране. Током 1970-их Србац се брзо развијао отварањем нових фабрика текстила и амбалаже. Међутим, сав економски раст је заустављен због распада Југославије и рата у БиХ. Србац су три пута бомбардовале хрватске снаге у љето 1992. године. Нико није погинуо у овим инцидентима, а Србац је претрпео само мању материјалну штету.

## Спорт
Србац је сједиште фудбалског клуба Слога, рукометног клуба Србац, женског рукометног клуба Србац, кошаркашког клуба Србац као и Карате клуба "БОРАЦ" Србац.

## Становништво
|             | 2013.          | 1991.          | 1981.          | 1971.          | 1961.        |
| Укупно      | 2 801 (100,0%) | 3 043 (100,0%) | 2 442 (100,0%) | 1 437 (100,0%) | 789 (100,0%) |
| Срби        | 2 682 (95,75%) | 2 605 (85,61%) | 1 840 (75,35%) | 1 285 (89,42%) | 707 (89,61%) |
| Хрвати      | 27 (0,964%)    | 54 (1,775%)    | 65 (2,662%)    | 46 (3,201%)    | 51 (6,464%)  |
| Бошњаци     | 21 (0,750%)    | 51 (1,676%)1   | 33 (1,351%)1   | 39 (2,714%)1   | 12 (1,521%)1 |
| Неизјашњени | 21 (0,750%)    | –              | –              | –              | –            |
| Остали      | 16 (0,571%)    | 124 (4,075%)   | 71 (2,907%)    | 28 (1,949%)    | 9 (1,141%)   |
| Украјинци   | 11 (0,393%)    | –              | –              | –              | –            |
| Југословени | 8 (0,286%)     | 209 (6,868%)   | 394 (16,13%)   | 10 (0,696%)    | 2 (0,253%)   |
| Црногорци   | 4 (0,143%)     | –              | 29 (1,188%)    | 22 (1,531%)    | 2 (0,253%)   |
| Непознато   | 4 (0,143%)     | –              | –              | –              | –            |
| Муслимани   | 3 (0,107%)     | –              | –              | –              | –            |
| Босанци     | 2 (0,071%)     | –              | –              | –              | –            |
| Словенци    | 1 (0,036%)     | –              | –              | 1 (0,070%)     | 1 (0,127%)   |
| Роми        | 1 (0,036%)     | –              | –              | 4 (0,278%)     | –            |
| Македонци   | –              | –              | 7 (0,287%)     | 2 (0,139%)     | 2 (0,253%)   |
| Албанци     | –              | –              | 3 (0,123%)     | –              | 3 (0,380%)   |

1. 1 На пописима од 1971. до 1991. Бошњаци су пописивани углавном као Муслимани.

## Познате личности
- Вид Билановић